# Old Town Road
«Old Town Road» (з англ.  — «Стара міська дорога») — пісня американського хіп-хоп-виконавця Lil Nas X, вперше видана 3 грудня 2018 року і стала віральною завдяки відеододатку ТікТок, а пізніше у вигляді окремого синглу через лейбл Columbia Records. Сингл досяг першого місця в американському хіт-параді Billboard Hot 100 і пробув там 19 тижнів (17 серпня 2019), поставивши абсолютний рекорд чарту за всю його історію. Це перший чарттоппер виконавця в його кар'єрі, але був видалений з кантрі-чарту Hot Country Songs, після того як там дебютував на 19-му місці. Однак, якщо б не жанрова дискваліфікація, то пісня могла 6 квітня стати № 1 і в кантрі-чарті Hot Country Songs. Ремікс за участю кантрі-співака Біллі Рея Сайруса вийшов 5 квітня 2019 року. Сингл пізніше був включений в міні-альбом 7 (EP), який вийшов 21 червня 2019 року.
Пісня стала однією із найкоротших (менше 2 хвилин) серед усіх, що побували на першому місці в США (різні розрахунки ставлять її на друге, четверте, п'яте чи сьоме місце в історії) і самим коротким чарттоппером останнього десятиліття. Крім того, це лише третя кантрі-пісня за 30 років, якій вдалося стати чарттоппером в Billboard Hot 100.
У пісні використовується інструментальний трек 34 Ghosts IV американської індастріал-гурту Nine Inch Nails.

## Історія
«Old Town Road» була випущена незалежно як сингл 3 грудня 2018 року, під час підйому популярності мема «Yeehaw Agenda» (руху, що об'єднує ковбойську моду і культуру). Денні Канг, менеджер вірального кантрі-артиста Мейсона Ремсі, розповів журналу Rolling Stone, що Lil Nas X зарахував свою пісню під жанром кантрі-музики на SoundCloud і iTunes як спосіб маніпулювання алгоритмами чартів, бо було б простіше очолити кантрі-чарти, ніж домінуючі в цій області хіп-хоп і реп-чарти. Lil Nas X почав створювати меми для просування «Old Town Road», поки вона не стала популярною у користувачів TikTok.
Пісня набула популярності наприкінці грудня 2018 року після того, як стала мемом «Yeehaw Challenge» на TikTok, де користувачі створили короткі відеоролики, присвячені цій пісні. Це дозволило пісні дебютувати самостійно і спочатку без лейбла на 83-му місці в Billboard Hot 100, де пісня пізніше досягла першого місця у чарті. Популярність пісні зростала так швидко, що радіостанції почали завантажувати аудіоверсії з YouTube. 22 березня 2019 року успіх пісні дозволив Lil Nas X підписати контракт з Columbia Records, який зараз поширює сингл.

## Концертні виступи
19 квітня 2019 року Біллі Рей Сайрус виконав трек «Old Town Road» на концерті, що відбувся в The George Jones Museum в Нашвіллі (штат Теннессі).
В кінці травня 2019 року НХЛ оголосила, що Lil Nas X сольно виконає пісню перед першою грою фіналу Кубка Стенлі, яка відбудеться 27 травня в Бостоні. Що в підсумку і сталося на бостонській площі City Hall Plaza.
8 червня 2019 року Сайрус, Lil Nas X і Кіт Урбан (підспівуючи і граючи на банджо) спільно виконали «Old Town Road» на фестивалі «CMA Fest».
23 червня 2019 року Сайрус разом з Lil Nas X заспівали свій хіт на церемонії нагородженняВЕТ Awards 2019», що пройшла у Лос-Анджелесі, куди обидва під'їхали, сидячи верхи на конях.
30 червня 2019 року Майлі Сайрус разом з Lil Nas X і Біллі Рей Сайрусом заспівали свій хіт на рок-фестивалі під час її виступу на рок-фестивалі Glastonbury Festival 2019, що пройшов у Pilton, Somerset (Велика Британія); в такому порядку: «Party In The USA/Old Town Road/Panini».

## Дискусії іBillboard
Сингл «Old Town Road» встановив рідкісне досягнення в історії Billboard, коли в березні 2019 року він потрапив в чарти Billboard Hot 100, Hot Country Songs і Hot R&B/Hip-Hop Songs. Раніше, була принаймні ще одна пісня з таким результатом: «We Are the World», яка з'явилася одночасно в шести різних чартах, включаючи три вищезгаданих і плюс ще Dance Club Songs, Adult Contemporary, і Mainstream Rock. Однак Billboard тихо видалив «Old Town Road» з таблиці Hot Country Songs «за недостатність елементів сучасної кантрі-музики». «Old Town Road» досягла б першого місця списку Hot Country Songs від 6 квітня 2019 року, якщо б її звідти не прибрали.
Сам виконавець Lil Nas X заявив, що він «вкрай розчарований» цим рішенням. У своєму інтерв'ю журналу Time репортер Ендрю Р. Чоу озвучив рішення Білборда прибрати пісню «Old Town Road» з кантрі-чарту, але залишити її в хіп-хоп-чарті, запитавши Lil Nas X, чи вважає він «Old Town Road» піснею стилю кантрі. Lil Nas X відповів: «Пісня — кантрі-треп. Це не одне, це не інше. Це і те і інше. Тому вона повинна бути в обох [хіт-парадах]».
Виключення «Old Town Road» викликало критику в оцінці робіт небілих виконавців у жанрі кантрі, а автор Еліас Лейт в журналі Rolling Stone послався на Бейонсе, ще одного чорношкірого музиканта, чию пісню «Daddy Lessons» не взяли до уваги як пісню кантрі The Recording Academy в 2016 році. Лейт також вказав на інші труднощі, з якими стикаються чорношкірі артисти, які створюють музику різних жанрів, зазначивши, що Death Race for Love (2019) репера Juice Wrld буде «ймовірно, найбільш комерційно успішним рок-альбомом 2019 року», але ніколи не з'явиться в рок-чартах або плейлистах, інший жанр, як в країні, де переважають білі артисти. У світлі цієї критики Billboard пізніше заявив, що рішення видалити «Old Town Road» з чарту Hot Country Songs не мало нічого спільного з расою його виконавця Lil Nas X. Коли його запитали, чи вважає він, що рішення Білборда має якісь расові відтінки, Lil Nas X відповів: «Я вірю, що коли ви пробуєте щось нове, це завжди буде сприйматися якось погано».

## Комерційний успіх
«Old Town Road» дебютував на 83-му місці і пізніше досяг першого місця в основному американському хіт-параді Billboard Hot 100.
20 квітня 2019 року сингл, Lil Nas X (але вже за участю Billy Ray Cyrus), перебуваючи вже другий тиждень на № 1 в чарті Streaming Songs, побив рекорд канадського репера Дрейка за стрімінг-потоками за тиждень: 143 млн (U. S. streams) за даними Nielsen Music. Минуле досягнення належало синглу «In My Feelings» (Drake): 116,2 млн стримів (28 червня 2018 року).
Залишаючись на першому місці американського хіт-параду Billboard Hot 100 пісня «Old Town Road» не пустила на вершину відразу п'ять великих дебютів цього часу. Це сингли, не піднялися в ці дні вище другого місця: «Wow» (Post Malone); «Me!» (Taylor Swift); «If I can't Have You» (Shawn Mendes); «I don't Care» (Ed Sheeran і Justin Bieber). До них додався і «Bad Guy» у виконанні Біллі Айлиш. Раніше, більшу кількість пісень (по 5) не пустили на перше місце тільки два чарттоппера в історії: «(Everything I Do) I Do It for You» (7 тижнів на першому місці в 1991 році, Брайан Адамс) і «Theme From A Summer Place» (9 тижнів на № 1 в 1960 році, Персі Фейт і його оркестр) залишили на другому місці п'ять претендентів. Незабаром рекорд був побитий, оскільки на другому місці дебютував і другий новий сингл Тейлор Свіфт «You Need to Calm Down».
В чарті від 3 серпня сингл поставив абсолютний рекорд американського хіт-параду за всю його більш ніж 60-річну історію. Трек 17 тижнів перебував (на 3 серпня 2019) на вершині чарту США і випередив минулих лідерів: «One Sweet Day» (Мерайя Кері та Boyz II Men) і «Despacito» (Луїс Фонси і Дедді Янкі за участю Джастіна Бібера). На тринадцятому тижні лідерства трек увійшов в число 12 синглів, що перебували на першому місці 13 і більше тижнів і блокував на другому місці шостий потенційний чарттоппер: «Señorita» (Mendes і Cabello). Тим самим був встановлений новий рекорд: 6 блоків (раніше більше п'яти подібних блоків не було в жодного суперхіта). Крім того, 13 тижнів перебування на першому місці це рекорд для будь-якого синглу в жанру хіп-хоп, минулий 12-тижневий рекорд належав відразу трьом над синглами цього музичного напрямку: «See You Again» (Wiz Khalifa, Charlie Puth, 2015); «Boom Boom Pow» (The Black Eyed Peas, 2009); «Lose Yourself» (Емінем, 2002-03). Щотижня він набирав більше 100 млн стримів, з яких вісім тижнів увійшли в десятку рекордних за цим показником в історії цифрової музики.

## Музичне відео
Перше музичне відео пісні повністю складається з відеороликів та кліпів з комп'ютерної гри-вестерну Red Dead Redemption 2 2018 року.
Офіційне музичне відео на ремікс пісні (як Official Movie) вийшло 17 травня 2019 року. У ньому знімалися в якості гостей американський актор Кріс Рок (роль ковбоя), Haha Davis, Rico Nasty (роль наглядача в клубі престарілих ковбоїв), діджей Діпло (грає на пральній дошці в клубі), репери і продюсери Jozzy, Young Kio і Вінс Степлс (роль автогонщика). У цьому відео беруть участь в якості персонажів-ковбоїв співаки Lil Nas X і Біллі Рей Сайрус, які з Дикого Заходу 1889 року (де вони пограбували банк) переносяться на сьогоднішній день 2019 року в місто Олд Таун Роуд, де вони спілкуються з місцевими жителями.

## Список композицій
Вініловий реліз
| Сторона A | Сторона A                                     | Сторона A  |
| #         | Назва                                         | Тривалість |
| --------- | --------------------------------------------- | ---------- |
| 1.        | «Old Town Road» (за участі Біллі Рея Сайруса) | 2:37       |

| Сторона B | Сторона B                            | Сторона B  |
| #         | Назва                                | Тривалість |
| --------- | ------------------------------------ | ---------- |
| 1.        | «Old Town Road» (оригінальна версія) | 1:53       |

## Творча група
За даними Tidal.
- Lil Nas X — основний артист
- YoungKio — продюсер
- Trent Reznor — виробництво семпл
- Atticus Ross — виробництво семпл
- Cinco — запис

## Нагороди та номінації
Нижче перераховані основні нагороди і номінації як для «Old Town Road», так і для «Old Town Road (Remix)» за участю Біллі Рея Сайруса.
| Рік  | Організації                      | Нагорода                            | Результат    | Іст.          |
| ---- | -------------------------------- | ----------------------------------- | ------------ | ------------- |
| 2019 | Teen Choice Awards               | Choice Song: Виконавець - чоловік   | Номінація    | [ 47 ]        |
| 2019 | Teen Choice Awards               | Choice Співпраця                    | Номінація    | [ 47 ]        |
| 2019 | Teen Choice Awards               | Choice R & B / Хіп-Хоп-пісня        | Перемога     | [ 47 ]        |
| 2019 | MTV Video Music Awards           | Краща пісня року                    | Перемога     | [ 48 ] [ 49 ] |
| 2019 | MTV Video Music Awards           | Краща пісня літа                    | Номінація    | [ 48 ] [ 49 ] |
| 2019 | MTV Video Music Awards           | Найкраще відео року                 | Номінація    | [ 48 ] [ 49 ] |
| 2019 | MTV Video Music Awards           | Краще хіп-хоп-відео                 | Номінація    | [ 48 ] [ 49 ] |
| 2019 | MTV Video Music Awards           | Краща спільна робота                | Номінація    | [ 48 ] [ 49 ] |
| 2019 | MTV Video Music Awards           | Краща режисура                      | Номінація    | [ 48 ] [ 49 ] |
| 2019 | MTV Video Music Awards           | кращий монтаж                       | Номінація    | [ 48 ] [ 49 ] |
| 2019 | MTV Video Music Awards           | Краща робота художника-постановника | Номінація    | [ 48 ] [ 49 ] |
| 2019 | Country Music Association Awards | Музична подія року                  | В очікуванні | [ 50 ]        |

## РеміксYoung Thugі Мейсона Ремсі
Третій офіційний ремікс «Old Town Road», слідом за другим офіційним реміксом, зробленим Diplo у квітні 2019 року, вийшов 12 липня 2019. Новий ремікс включає гостьову появу Billy Ray Cyrus з доповненням американського репера Young Thug і 12-річного американського кантрі-співака Мейсона Ремсі. Ремікс вийшов з метою зберегти перше місце в Billboard Hot 100 в той момент коли «Old Town Road» наблизився до 16-тижневого абсолютного рекорду, встановленого хітами «One Sweet Day» (Mariah Carey і Boyz II Men) і «Despacito» (Luis Fonsi і Daddy Yankee).

### Історія
9 квітня 2019 року третій офіційний ремікс «Old Town Road» за участю американського репера Young Thug був представлений самим Lil Nas X і Young Thug. 2 липня 2019 року Lil Nas X знову виклав тизер, твітнув його з «🤠X🐍». 11 липня 2019 Lil Nas X випустив обкладинку для фінального реміксу «Old Town Road» і вказав, що цей ремікс вийде через декілька годин.
Янг Тагу приписують введення стилю кантрі-треп в мейнстрім завдяки його експериментальному мікстейпу  Beautiful Thugger Girls  (2017). Репер Lil Nas X вважає його піонером в подоланні розриву між кантрі і трепом. В інтерв'ю журналу Billboard у березні 2019 року продюсера YoungKio запитали, кого він хотів би отримати для нового реміксу «Old Town Road». Він відповів, що хотів би саме цього репера, заявивши: «Я слухав кожну його пісню, і я думаю, що він готовий зробити цей ремікс. Я слухав Beautiful Thugger Girls, і в нього там є якась кантрі-атмосфера».

### Учасники запису реміксу
На обкладинці збереглися чорний кінь, який представляє Lil Nas X, і оранжево-коричневий кінь, який представляє Біллі Рея Сайруса з обкладинок попередніх реміксів. Зелений кінь кольору слизу являє Young Thug, який заснував лейбл Young Slime Life. Після випуску обкладинки четвертого учасника у вигляді кремово-білого поні повинні були представляти Майлі Сайрус або Ноа Сайрус, але пізніше з'ясувалося, що він представляє 12-річного співака Мейсона Ремсі.
27 липня 2019 року Біллі Рей Сайрус разом з Мейсоном Ремсі виконали пісню «Old Town Road» зі сцени Grand Ole Opry (Нашвілл, Теннессі).

## Інші кавери і ремікси

### Ремікс Diplo
Другий офіційний ремікс, «Old Town Road (Diplo Remix)», вийшов 29 квітня 2019 року при додатковій участі продюсера та музиканта DJ Diplo. Вебсайт кантрі-музики The Boot описав його як «ремікс реміксу», оскільки вокал Сайруса був збережений.

### Ремікс RM (BTS)
Четвертий офіційний ремікс «Seoul Town Road (Old Town Road Remix)», був виданий 24 липня за участю південнокорейського співака і репера Кім Намджуна (RM) з групи BTS. Lil Nas X повідомив, що «Seoul Town Road» це фінальний ремікс. Це єдиний ремікс без участі Сайруса.

### Ремікс Cupcakke
17 квітня 2019 року американська співачка і репер CupcakKe (Чикаго) випустила свій власний неофіційний ремікс «Old Town Road», під назвою «Old Town Hoe». Музичне відео з'явилося пізніше, в травні 2019.

### Кавер Miche Braden
Американська джазова і блюзова співачка Miche Braden 14 червня 2019 року записала свою кавер-версію «Old Town Road» у постмодерністському джукбоксовому блюзовому стилі.